# Селлис, Сиим
Сиим Селлис (эст. Siim Sellis; 5 мая 1987 года, Саарде) — эстонский лыжник, участник Олимпийских игр в Сочи. Выступает в спринтерских гонках. 

## Карьера
В Кубке мира Селлис дебютировал 7 января 2006 года, в марте 2012 года единственный раз попал в десятку лучших на этапе Кубка мира, в спринте. Кроме этого на сегодняшний день имеет на своём счету 6 попаданий в тридцатку лучших на этапах Кубка мира, 3 в командных соревнованиях и 3 в личных. Лучшим достижением Селлиса в общем итоговом зачёте Кубка мира является 118-е место в сезоне 2011-12.
На Олимпийских играх 2014 года в Сочи стал 59-м в спринте свободным стилем.
За свою карьеру в чемпионатах мира участия не принимал. Лучшим результатом на юношеских и молодёжных чемпионатах мира является для него 17-е место в спринте на молодёжном чемпионате мира 2010 года.
Использует лыжи и ботинки производства фирмы Fischer.